# كريستين بيكر
كريستين بيكر (بالإنجليزية: Kristin Baker)‏ هي رسامة أمريكية، ولدت في 1975.